# Chrostosoma patricia
Chrostosoma patricia är en fjärilsart som beskrevs av William Schaus 1912. Chrostosoma patricia ingår i släktet Chrostosoma och familjen björnspinnare. Inga underarter finns listade i Catalogue of Life.